# Rogelio Frigerio

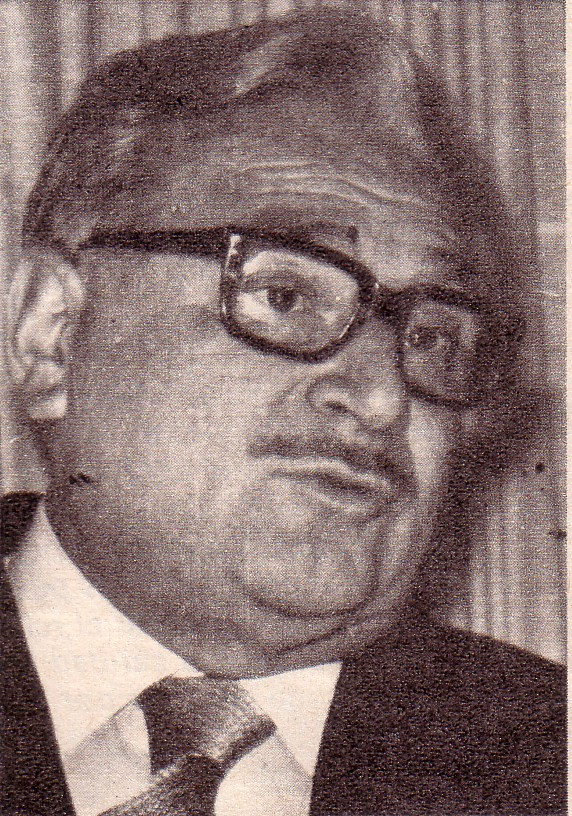
Rogelio Frigerio

Rogelio Frigerio (Buenos Aires, 2 de novembro de 1914 – 13 de setembro de 2006) foi um jornalista e político argentino, membro fundador e figura chave dos partidos União Cívica Radical Intransigente e do Movimento de Interação e Desenvolvimento.